# Бурхард I фон Мансфелд
Бурхард I фон Мансфелд (на немски: Burchard I (II) von Mansfeld; † 13 декември 1229) е граф на Мансфелд (1200), господар на замък Шкопау (1215), фогт на Гербщет (1225, в Саксония-Анхалт), основава манастир Хелфта (1229, днес в Айзлебен), споменат в документ от 1185 г. Той е последният мъж от Мансфелдите.

## Произход и наследство
Той е син на граф Хойер IV фон Мансфелд († сл. 2 юли 1183) и съпругата му Бия фон Арнсберг. Внук е на граф Хойер III фон Мансфелд († сл. 3 август 1157) и	Кунигунда фон Аменслебен († сл. 1153). Потомък е на Хойер I фон Мансфелд († 1115).
Бурхард I фон Мансфелд умира на 13 декември 1229 г. и е погребан в църквата „Св. Андеас“ в Айзлебен. Чрез дъщеря му наследничка, София фон Мансфелд († сл. 1233), омъжена за Бурхард II/VI фон Кверрфурт († 1254/1258), графските собствености отиват на господарите на Кверфурт. От 1246 г. тази линия се нарича само граф фон Мансфелд.

## Фамилия
Бурхард I фон Мансфелд се жени ок. 1189 г. за Елизабет фон Шварцбург († сл. 1233), дъщеря на граф Хайнрих I фон Шварцбург († 26 юли 1184) и съпругата му графиня и ландграфиня фон Винценбург (* 1149; † пр. 1204), дъщеря на граф Херман II фон Винценбург и втората му съпруга Луитгард фон Щаде. Те имат две дъщери:
- София фон Мансфелд († сл. 1233), наследничка на Мансфелд, омъжена през 1217 г. за бургграф Бурхард фон Кверфурт II/VI († между 1254 и 1258), граф на Мансфелд и на Шраплау, син на Гебхард IV фон Кверфурт († 1216), бургграф на Магдебург, и съпругата му графиня Луитгард фон Насау († 1222).
- Гертруд фон Мансфелд († сл. 1230), омъжена 1229 г. за граф Херман I фон Мансфелд, бургграф на Нойенбург-Фрайбург († между 29 март 1269 и 18 юли 1271), внук на Херман Щеркер фон Волсбах († ок. 1171) и син на граф Майнхер I фон Вербен († 1217/1218), бургграф на Майсен, и Ирментруд († сл. 1218)